# Libartowo
Libartowo – wieś w Polsce położona w województwie wielkopolskim, w powiecie poznańskim, w gminie Kostrzyn. Nazwa wsi pochodzi od imienia Lubart, Libart.
W latach 1975–1998 miejscowość administracyjnie należała do województwa poznańskiego.